# おいCベリー
おいCベリー（おいしーベリー、英語: Oishi Berry）はイチゴの品種名。

## 概要
農業・食品産業技術総合研究機構・九州沖縄農業研究センターにおいて開発された。
2000年に、炭疽病に抵抗性のある系統9505-05を子房親に、さちのかを花粉親として交雑した実生から選抜し、2010年に出願され2012年12月28日に品種登録された（品種登録番号22113）。旧系統名は「久留米60号」であった。

## 特徴
さちのかは市販イチゴ品種の中でもビタミンCが高いことが知られるが、おいCベリーはさちのかの1.3倍のビタミンCを含む。とよのかと比較した場合には約1.6倍となる。さちのかと同様に果皮が硬く、日持ち性にも優れる。うどんこ病には中程度の抵抗性があるが、萎黄病や炭疽病に対しての抵抗性はない。

## 晴苺
晴苺（はれいちご）は岡山県で栽培されているおいCベリーの販売ブランド名。2019年に定められた。
岡山県では、肥料を絶つタイミング、イチゴを栽培するハウス内の温度管理や電照をつける時期や時間の長さなどを細かくマニュアルで示しており、このマニュアルに沿って栽培されたおいCベリー品種のみが晴苺を名乗れる。
ブランド名は「ハレの日の贈答品にふさわしい」ことから名づけられた。